# Rivellia connecta
Rivellia connecta är en tvåvingeart som beskrevs av Wulp 1898. Rivellia connecta ingår i släktet Rivellia och familjen bredmunsflugor. Inga underarter finns listade i Catalogue of Life.